# Йосиф Хербст
Йосиф Яков Хербст е български журналист и общественик.

## Биография
Роден е през 1875 година в град Одрин, Османска империя. Семейството е на заможен евреин преселник от Австро-Унгария след революционните събития от 1848 г. Бащата е инспектор по Хиршовата железница. При строежа на отсечката Вакарел-София се преселва в Княжество България (1879).Йосиф Хербст е роден в Одрин. Баща му, инженер Яков Хербст от Черновиц, е назначен за директор на жп гарата в Одрин и семейството се премества в града. След Османско-руската война (1877 – 1878) семейството емигрира в София, столицата на Княжество България. Хербст завършва Българската военна академия и е назначен в пехотен батальон, а по-късно е назначен в Топографския отдел на българското военно министерство.
Завършва Военното училище в София. Служи в Първи пехотен софийски полк и статистическо-топографското отделение на Министерство на войната на Военното министерство.
Работи в редакцията на „Военни известия“. Сътрудничи в български и чужди вестници. В 1908 година работи в „Български търговски вестник“.
По време на управлението на Демократическата партия е директор на печата (1908 – 1911). Заедно с Александър Балабанов и Александър Гиргинов редактира стартиралия неофициален правителствен орган вестник „Време“ (1908).
Първи директор на новосъздадената БТА. Участва в Балканската и Междусъюзническата война, където е ранен. Носител е на ордена „За храброст“. Директор на печата, като изпълнява длъжността от 5 декември 1913 г. до 1918 г.
През 1921 година се жени за Виола, дъщеря на политика Петко Каравелов и общественичката Екатерина Каравелова.
Йосиф Хербст е женен за Виолета, дъщеря на министър-председателя на България Петко Караблов. Съпругата на Петко Карабалов Екатерина Карабалова е значима фигура в борбата срещу преследването на българските евреи през Втората световна война.
Братът на Йосиф Хербст, Карл Хербст, е един от основателите на ционисткото движение в България, бил е делегат на Първия ционистки конгрес и по-късно член на Големия ционистки изпълнителен комитет.
Полусестрата на Йосиф Хербст, Режина Зилберщайн (1880, София, Княжество България – 1 ноември 1963, Маабарот, Израел) е ключов активист в организацията WIZO, председател на женската секция на Еврейския отечествен фронт и делегат на 22-рия ционистки конгрес, проведен през 1946 г. в Базел.
След Септемврийското въстание разобличава репресиите на режима на Цанков в публикациите си. При убийството на комуниста Вълчо Иванов през нощта на 12 срещу 13 февруари 1925 г. става свидетел на изхвърлянето на трупа му от извършителите – група офицери, начело с капитан Кочо Стоянов. На следващия ден описва видяното във вестниците си. С това окончателно си спечелва омразата на първото правителство на Демократическия сговор. Йосиф Хербст „безследно изчезва“ по време на априлските събития от 1925 година. Денят на смъртта му е неизвестен, но се предполага, че е умъртен почти веднага след задържането си, в дните непосредствено след атентата в катедралата „Света Неделя“.
Според полковник доц. д-р Георги Кокеров и след разследване на в. „168 часа“ се установява, че вестникът на Хербст е публикувал предварително новината за атентата на 16 април 1925 г. в църквата „Св. Неделя“ в София, в следобедното издание на вестника „Днес“.

## Памет
На Йосиф Хербст е наречена улица в квартал „Надежда II“ в София (Карта). Неговото име носи и наградата за цялостно творчество, връчвана ежегодно от Съюза на българските журналисти.

## Творческа дейност
Издава публицистичната книга „Вчера, днес и утре“ (1923).
Списва:
- в. „Вестник“ (1900 – 1901)
- в. „А. Б. В.“ (1924 – 1925)
- в. „Ек“ (1924 – 1925)
- в. „Днес“ (1925)
- сп. „Вик за свободни хора“ (1923 – 1924).